# Tønderfestivalen
Tønderfestivalen (danska: Tønder Festival) är en musikfestival i Tønder i Danmark. Den har  avhållits i augusti varje år sedan 1974 och räknas som en av de viktigaste festivalerna i Europa inom traditionell och modern folkmusik. 
Programmet präglas av internationella artister från främst Irland, Skottland, Kanada, USA, England och Skandinavien och musiken omfattar allt från irländsk och skotsk folkmusik till folkrock, blues, jazz och modern dansk, nordisk, baltisk folkmusik och visor. 

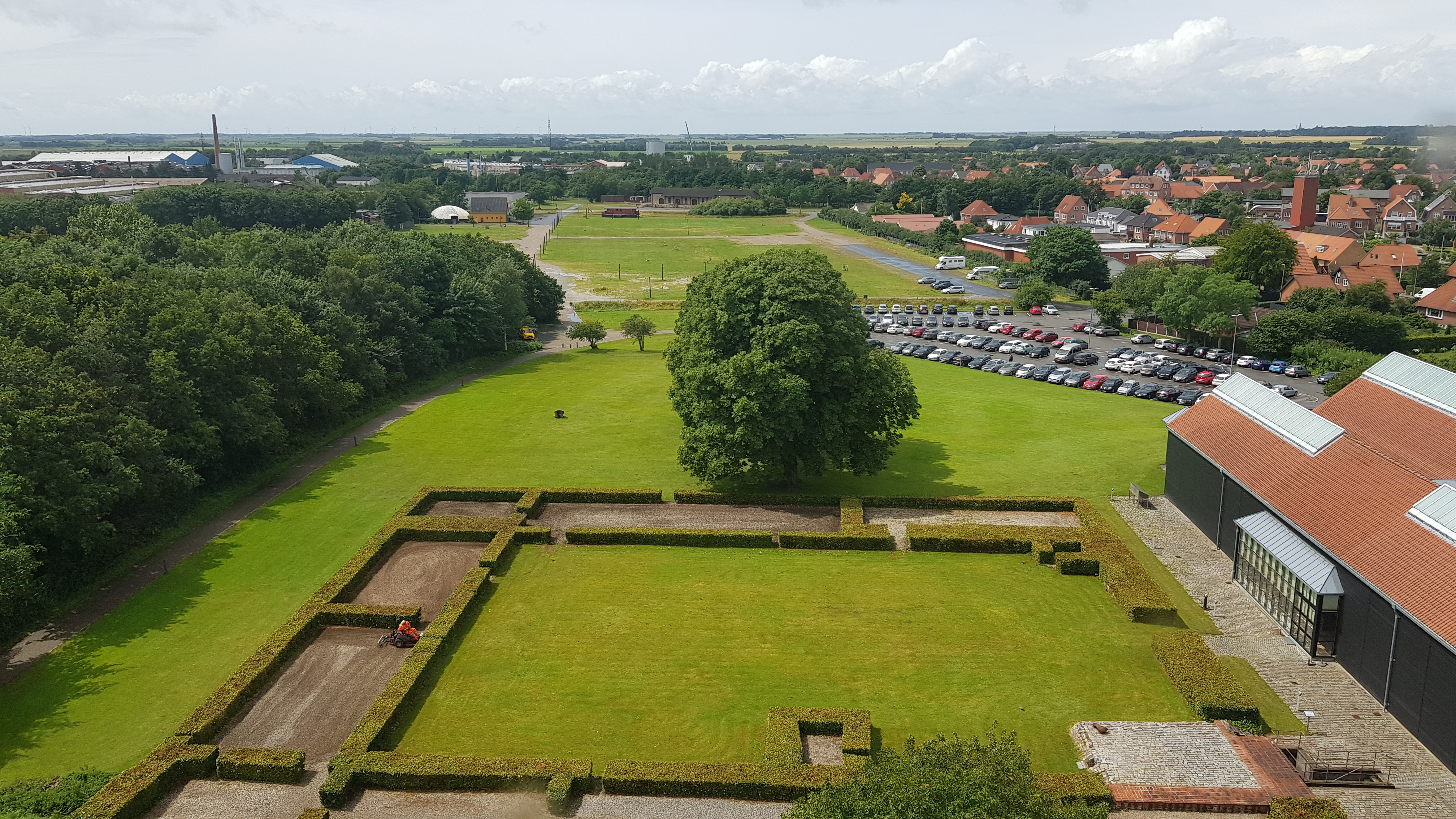
Utsikt över festivalplatsen.

Hela staden präglas av musik under festivalen och invånarantalet ökar till det dubbla. Det spelas musik  på scener och i tält på festivalplatsen samt inne i Tønder och det finns sittplatser på de flesta platserna. Festivalen besöks av 15 000 personer och har mer än 2 000 frivilliga medarbetare. 
Bland musiker som har spelat på festivalen kan nämnas: Povl Dissing, John Prine, Emmylou Harris, Steve Earle, Pete Seeger, Lillebjørn Nilsen, The Lone Bellow, The Stray Birds, Arlo Guthrie, Runrig, Great Big Sea, Lukas Graham, Marc Cohn, The Mavericks, Uncle Tupelo, Altan, Eivør, Sebastian, Cornelis Vreeswijk, Ramblin' Jack Elliott, Donovan, Niels Hausgaard, Hedningarna, Väsen och Sorten Muld

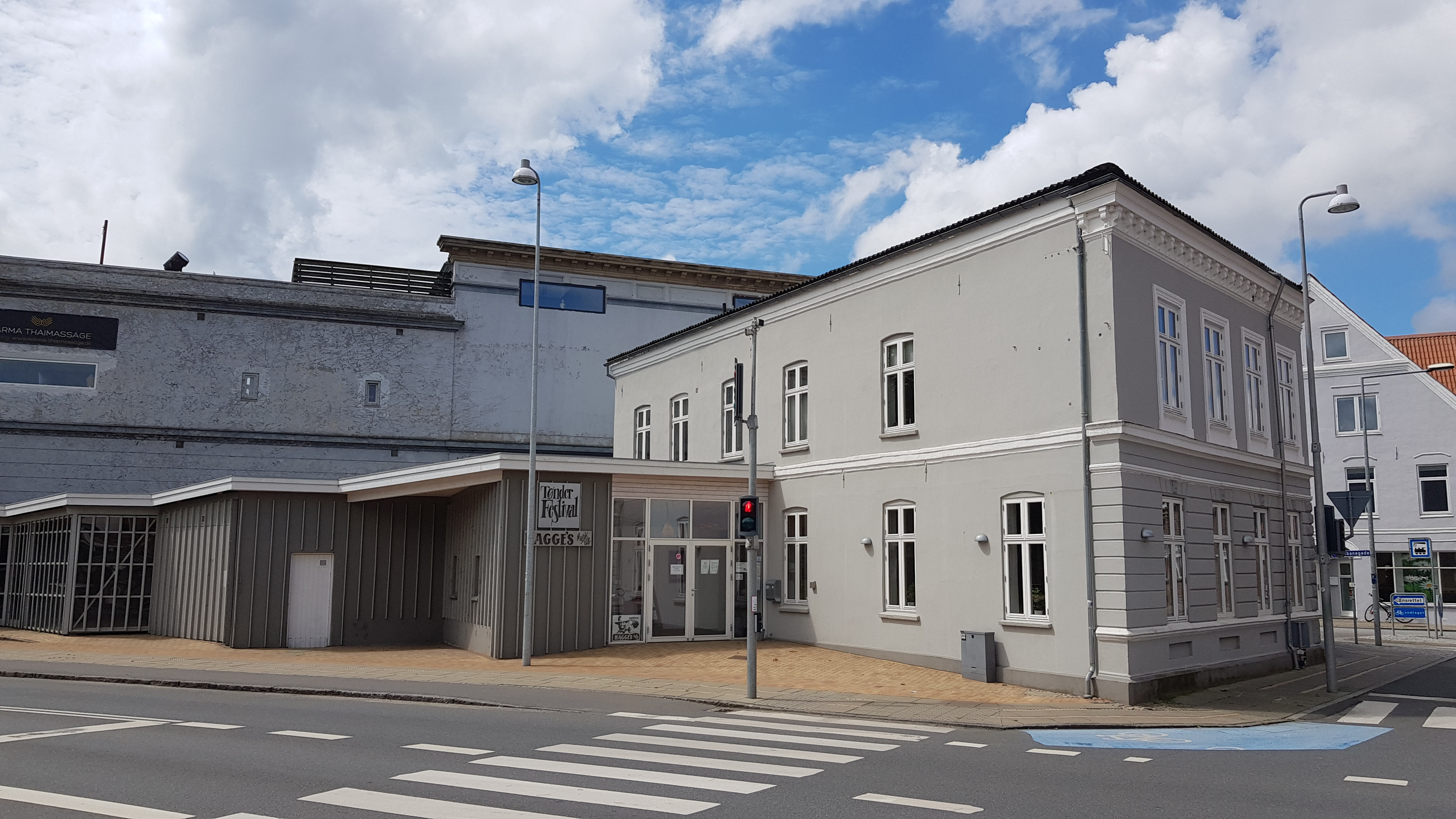
Hagge's Musik Pub med festivalkontoret.

År 2013 hade Tønderfestivalen så stora ekonomiska problem att den fick bidrag från Tønder kommun. Sedan 2018 har dock festivalen varit utsåld och givit överskott.